# Western Suburbs Magpies
Western Suburbs Magpies fue un equipo profesional de rugby league de Australia con sede en North Sydney.
Participó en la National Rugby League desde 1908 (siendo uno de los clubes fundadores) hasta 1999, fecha en que se fusionaron con los Balmain Tigers formando los Wests Tigers.

## Historia
El club fue fundado en 1908, participando en la primera edición de la National Rugby League, finalizando en la octava posición
Durante su historia, el club logró 4 campeonatos nacionales. el último en la temporada 1952.
En su última temporada terminó en la 17° posición no logrando clasificar a la postemporada.

## Palmarés
- National Rugby League[2] (4): 1930, 1934, 1948, 1952
- Minor Premiership (5): 1930, 1948, 1952, 1961, 1978